# Cody Whitehair
(en) Statistiques sur pro-football-reference
Cody Michael Whitehair, né le 11 juillet 1992 à Kearney dans le Nebraska, est un sportif professionnel de football américain jouant au poste d'offensive guard pour la franchise des Raiders de Las Vegas dans la National Football League (NFL).
Sélectionné lors du deuxième tour de la draft 2024 par les Bears de Chicago, il y reste huit saisons avant de rejoindre les Raiders en 2024.
Auparavant, il avait joué au football universitaire dans la NCAA Division I FBS pour les Wildcats de l'université d'État du Kansas.

## Jeunesse
Whitehair grandit à Abilene au Kansas et au lycée il joue au football américain au poste d'homme de ligne tant en attaque qu'en défense. Au terme de sa dernière année au cours de laquelle il réussit 140 blocs, 81 plaquages (dont 41 en solo) et 15 sacks, il est sélectionné dans l'équipe type régionale des Midlands par le magazine PrepStar. Son équipe d'Abilene termine la saison avec un bilan de 10 victoires pour une défaite. Elle perd ensuite contre le lycée de Buhler lors du deuxième tour de la phase éliminatoire de l'État.

## Carrière universitaire
Après une première année sans jouer (redshirt) à Kansas State en 2011, Whitehair est titulaire au poste d'offensive guard en 2012 et 2013. Il passe au poste d'offensive tackle où il est titulaire en tant que lors des deux saisons suivantes,,,.

## Carrière professionnelle
| Taille              | Poids            | Bras           | Main           | Sprint   | Sprint   | Sprint   | Shuttle 20 yards | 3 cones drill | Détente         | Détente            | Développé couché | Test Wonderlic |
| Taille              | Poids            | Bras           | Main           | 40 yards | 10 yards | 20 yards | Shuttle 20 yards | 3 cones drill | verticale       | horizontale        | Développé couché | Test Wonderlic |
| 192 cm (6 ft 3¾ in) | 137 kg (301 lbs) | 82 cm (32⅜ in) | 26 cm (10⅛ in) | 5,08 s   |          |          | 4,58 s           | 7,32 s        | 65 cm (25,5 in) | 2,79 m (9 ft 2 in) | 16               |                |

Whitehair est sélectionné en 56e choix global lors du deuxième tour de la draft 2016 de la NFL par la franchise des Bears de Chicago. Après une blessure mettant fin à la saison de Hroniss Grasu lors du camp d'entraînement, Whitehair est désigné titulaire au poste de left guard pendant l'avant saison. Whitehair est ensuite déplacé vers la position de centre après que l'équipe ait signé le guard vétéran Josh Sitton. Il est titulaire au cours des seize matchs de la saison au poste de center et est sélectionné dans l'équipe des rookies par la PFWA.
En 2018, Whitehair joue tous les jeux offensifs et est sélectionné pour jouer le Pro Bowl 2019, devenant ainsi le premier center des Bears à jouer un Pro Bowl depuis Olin Kreutz,.
En 2019, il permute avec James Daniels et devient titulaire au poste de left guard. Le 1er novembre, il signe une extension de contrat d'une valeur de 52,5 millions de dollars dont sont 27,5 garantis En novembre, après une série de quatre défaites, Whitehair est replacé au poste de center.
Il est placé sur la liste des réserves COVID-19 par l'équipe le 6 novembre 2020 mais est de retour le 16 novembre.
Au cours de la 4e semaine de la saison 2022, Whitehair se blesse au genou et est placé dans la réserve des blessés le 5 octobre 2022. Il est réactivé le 4 novembre.
Whitehair est mibéré par les Bears le 15 février 2024.
Le 15 avril 2024, Whitehair signe un contrat d'un an avec les Raiders de Las Vegas.